# Solveig Gunbjørg Jacobsen
Solveig Gunbjørg Jacobsen (Geórgia do Sul, 8 de outubro de 1913 — 25 de outubro de 1996) foi a primeira pessoa a nascer ao sul da Convergência Antártica, em Grytviken, Geórgia do Sul.
Seu pai Fridthjof Jacobsen (1874–1953) colonizou a Geórgia do Sul em 1904 para se tornar administrador e de 1914 a 1921 o administrador da estação baleeira de Grytviken. Duas outras filhas de Jacobsen e de sua mulher Klara Olette Jacobsen também nasceram na ilha.
O nascimento da menina foi registrado pelo residente James Wilson. Morreu em Buenos Aires, Argentina, e foi enterrada em Molde, na Noruega.
O vale de Jacobsen no maciço de Vinson, na Antártida, foi nomeado em honra a Solveig Gunbjørg Jacobsen.